# 퀴즈! 육감대결
《퀴즈 육감대결》은 2007년 5월 6일부터 2010년 6월 27일까지 방송되었던 퀴즈 프로그램이다.

## 출연진
- 진행 : 이경규
- 연출 : 하승보·최원상
- 고정 출연자 : 한승연 (2008년 11월 16일, 2009년 2월 8일 ~ 2010년 2월 7일), 유세윤 (2008년 5월 11일 ~ 2010년 6월 27일)

역대 참가자
- 1기 : 신정환, 강수정, 조원석, 조형기, 이혁재, 솔비, 박준규, 김나영, 한승연, 유세윤, 안혜경, 한성주
- 2기 : 김효진, 한승연, 김나영, 이경실, 유세윤, 윤정수, 김병세, 김창렬

## 진행 방식

### 1기 (2007년 5월 6일 ~ 2009년 11월 22일)
- 6팀이 대결하며 한팀이 문제를 내고 나머지 다섯팀이 정답을 적는다
- 초창기에는 어느 집단의 정답 비율을 보여주었으며, 요즘에는 문제 제시어를 선택해서 문제를 푼다.
- 이때 문제 난이도는 최하에서 최상까지 5단계가 있는데, 난이도가 높으면 공격팀에게, 낮으면 수비팀에게 유리하다.
- 문제를 내는 팀이 정답을 적은 팀에게 여러 가지 질문을 하며 아는지 모르는지 알 수 있게 한다.

질문을 한 후,모르는 팀에게 '너 모르지'를 지목하며 지목당한팀이 오답을 적을시에는 오답팀이 X표를 받게 되며,
반면, 지목당한팀이 정답을 적을시에는 문제를 내는 팀이 X표를 받는다.(공격에 성공하면 두 번 연속 공격이 가능하며, 중간에 공격을 멈출 수도 있다)
- 3번 연속해서 정답을 모르는 팀을 지목했을 경우 X표를 없앨수 있다.
- 모든팀이 정답을 적었다고 생각할때는 '다알지'를 외칠수 있으며, 만약에 모두 정답을 적었을 경우 원하는 팀을 지목해서 X표를 줄 수 있으며, 한 팀이라도 틀릴 경우 '다알지'를 외친 팀이 X표를 받는다.
- 중간에 X표를 3번 받으면 탈락한다.
- 2팀이 남았을 경우 '너 모르지','너 알지'를 외칠수 있다.
- 최종 생존팀은 육감왕에 등극한다.
- 중반부 때는 다알지나, 3go에 성공하면 음식을 먹을 수 있거나, 선물을 받을 수 있다.

(1회부터 25회까지는 개인전으로 진행, 단 추석 특집 때(20회 방송)에는 2인1조로 진행)

### 2기 (2009년 11월 29일 ~ 2010년 6월 27일)
생활상식의 한 분야를 주제를 정하고, 그 주제에 맞는 15명이 출연한다.
시작 전에, 15명의 랭킹 순위를 발표한다.
순위에 따라서 상위팀(1-5위), 중위팀(6-10위), 하위팀(11-15위)으로 나뉜다.
- 도전 공감랭크-매주 주제에 따라 사람들의 습관 또는 행동에 관한 문제를 앙케트로 출제해, 1-3위까지 순위를 매기고 그 하나를 맞히는 형식이다.

문제를 푸는 1팀과, 힌트를 주는 2팀의 대결구도이며, 힌트를 주는 팀의 말을 듣고 문제 푸는 팀은 정답을 유출해 가는 형식이다.
- 꼴찌탈출 아하!-상, 중, 하 3팀의 각 주자 1명씩 문제를 푼다. 나오는 순서는 순위가 높은 사람부터 낮은 사람 순으로 문제를 푼다. 버저 형식이며, 맞히는 사람은 탈출해서 대기석에서 기다린다. 문제를 맞힐 때까지 계속 대결해야 하며, 먼저 2팀이 빠져나갈 때까지 대결이 계속된다.
- 클로징-모든 게임을 마친 후에 최종 순위를 발표한다. 이 때, 꼴찌팀이 속해 있는 팀은 벌칙을 받게 된다.

#### 역대 찬스
- 미리보기 찬스: 모든 팀의 답안을 확인하며 몇팀이 오답을 적었느냐를 알려주는 찬스이며,게다가 오답을 뭐라고 썼는지 알려준다.
- 눈가리개 찬스: 문제를 내는 팀이 안대를 착용하며 나머지 팀의 답안을 보여주는 찬스이다 팀의 답안을 보고 연기를 할 수 있기 때문에 헷갈릴수 있다.
- 로꾸꺼 찬스: 문제를 내는 팀이 문제를 풀며 나머지 팀은 여러 가지 질문을 한 후에 '알지','모르지'를 적어야 하며 모든팀이 통일해서 정답을 맞히면 문제를 내는팀이 X표를 가진다. 단, '알지','모르지' 의견이 갈랐을 때 정답을 알면 '모르지'를 쓴 팀만 X표를 가져가고, 정답을 모르면 '알지'를 쓴팀만 X표를 가져간다.

#### 보너스 게임
- 육감 점프퀴즈: 2개의 답 가운데 정답인 곳 하나를 골라 점프하며, 틀린 팀은 X표를 받는다. 2009년 5월부터 9월까지는 틀린 팀이 X표를 받았지만 2009년 10월부터 11월까지는 틀린 수만큼 X표를 받는 개수가 달라진다.
- 지우개퀴즈: 4개의 단어 가운데 지정된 순서대로 답을 배열한다 정답을 맞힌팀에게는 X표를 없앨 수 있다.
- 패자부활전: 69회부터 진행된 형식으로, 두 팀이 남았을 때, 패자부활전이 시작되며, 패자부활전 문제를 맞힌 팀은 결승에 합류한다.

## 역대 육감왕
1대-임백천
2대-김건모
3대-박정아
4대-장영란
5대-신정환
6대-강수정
7대-조갑경
8대-전혜빈
9대-금보라
10대-솔비
제1대 왕중왕(육감대왕)-강수정
11대-김종민
12대-하하
13대-강수정(2회)
14대-태진아
15대-김c
16대-신지
17대-조정린
18대-이민우
19대-하춘화
20대-홍서범, 조갑경(2회)
21대-우승민
22대-정미선
23대-김장훈
24대-박준형

25대부터는 2인 1조로 형식 개편

25대-임원희, 이하나
26대-신정환(2회), 강수정(3회)
27대-김구라, 김동현
28대-문천식, 성시경
29대-신정환(3회), 한영
30대-조형기, 전제향
31대-송대관, 솔비(2회)
32대-신정환(4회), 이수영
33대-김구라, 김동현(각각 2회)
34대-조형기(2회), 메이비
35대-신정환(5회), 강수지
36대-김나운, 찰스
37대-조형기(3회), 이승신
38대-양희은, 박미선
39대-김흥국, 호란
40대-박준규, 안혜경
41대-이만기, 박미선(2회)
42대-이만기(2회), 노사연
43대-이광기, 김정민
44대-조형기(4회), 남규리
45대-조원석, 오정해
46대-조원석(2회), 김가연
47대-솔비(2회), 정종철
48대-솔비(3회), 김성수
49대-박찬민, 유채영
50대-이계인, 전제향(2회)
51대-김종진, 김지혜
52대-은지원, 신봉선
53대-문희준, 임예진
54대-호란(2회), 최정원
55대-이무송, 박미선(3회)
56대-조형기(5회), 강예빈
57대-윤영준, 송채환
58대-김성주, 서인영
59대-이혁재, 조은숙
60대-인호진, 김시향
61대-표창원, 안혜경(2회)
62대-이윤석, 조안
63대-김정민(가수), 전주원
64대-이정, 유빈
65대-솔비(4회), 신정환(5회)
66대-서경석, 남규리(2회)
제2대 왕중왕-은지원(2회), 솔비(5회)
67대-박준규(2회), 솔비(6회)
68대-이혁재(2회), 유세윤(1회)
69대-이홍기, 솔비(7회)
70대-김정욱, 솔비(8회)
71대-이홍기(2회), 김지선
72대-김종서, 솔비(9회)
73대-유세윤(2회), 민지영
74대-이혁재(3회), 조향기
75대-이혁재(4회), 김민희
76대-한성주, 테이
77대-김종국, 김나운(2회)
78대-김C(2회), 김윤아
79대-박준규(3회), 임예원
80대-윤종신, 손담비
81대-김기수, 박미선(4회)
82대-최기환, 솔비(10회)
83대-박현빈, 한성주(2회)
84대-김성주(2회), 이현주
85대-이홍기(3회), 이승신
86대-공형진, 김창렬
87대-유세윤(3회), 최성국
88대-배칠수, 전영미
89대-유세윤(4회), 진양혜
90대-김원준, 송은이
91대-박준규(4회), 유혜정
92대-김현철, 유세윤(5회)
93대-윤도현, 화요비
94대-신동, 이승신
95대-박규리, 한승연
96대-공형진(2회), 한승연(2회)
97대-이홍기(4회), 김나운(3회)
98대-박준규(5회), 박종혁
99대-이수근, 한승연(3회)
100대-손지창, 한승연(4회)
101대-공형진(3회), 윤손하
102대-이성진, 정가은
103대-조권, 김나영
104대-정태우, 한승연(5회)
105대-김태원, 김나영(2회)
106대-옥택연, 김나영(3회)
107대-변기수, 박소현
108대-유세윤(4회), 이화선
109대-티파니, 김형범
110대-홍경민, 한승연(6회)
111대-유세윤(5회), 나르샤
112대-문희준(2회), 김나영(4회)
113대-김태현, 견미리
114대-김태우, 한승연(7회)
115대-임슬옹, 백지영
116대-조형기(6회), 한영
117대-조권(2회), 김효진
118대-송승현, 김효진(2회)
119대-브라이언, 나르샤(2회)
120대-지연, 김나영(5회)
121대-유세윤(6회), 김혜진, 허영생
122대-도성수, 홍지민
123대-김창렬(2회), 한승연(8회)

## 편성변경
- 2008년 8월 10일 : 베이징 올림픽 중계방송
- 2009년 3월 22일 : WBC 준결승 한국 대 베네수엘라 중계방송
- 2009년 5월 24일 : 노무현 대통령 추도 편성
- 2009년 10월 5일 : 파일럿 프로그램 토끼열전 방송
- 2010년 1월 10일 : 2010 PGA 골프 중계방송
- 2010년 2월 15일에 방송되었으며, 2010년 밴쿠버 동계 올림픽 중계방송
- 천안함 침몰 사건과 관련해서 결방하지 않은 몇 안 되는 예능 프로그램이다.
- 2010년 6월 6일 : 남아공 월드컵 중계방송